# Apomiksja

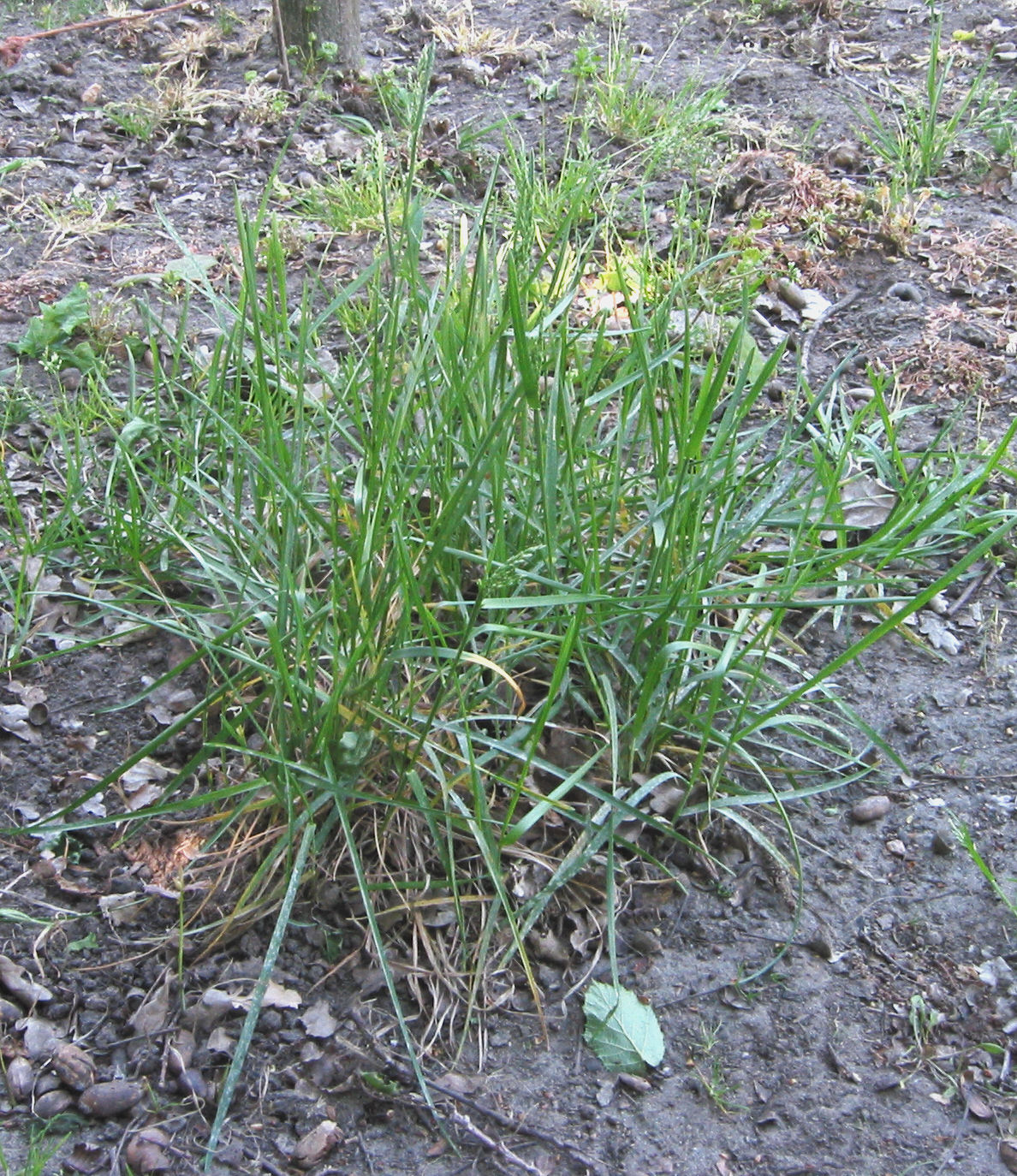
Poa pratensis rozmnaża się w drodze aposporii

Apomiksja, agamospermia (apo – bez, oddzielony, oddalony; miksja – fuzja, zlewanie) – typ rozmnażania, w którym do powstania zarodka i wytworzenia nasion dochodzi bez zapłodnienia. Zarodek powstaje wyłącznie z komórek osobnika matczynego. W przeszłości termin apomiksja oznaczał wszelkie formy rozmnażania bezpłciowego występujące u roślin. Aktualnie apomiksja jest synonimem agamospermii i dotyczy roślin wytwarzających nasiona (nagozalążkowe i okrytozalążkowe). Znane są zjawiska podobne do apomiksji u roślin niższych, jednak użycie samego terminu wobec tych organizmów jest dyskusyjne.
Apomiksję można traktować w trojaki sposób – jako:
- wszystkie procesy bezpłciowe włącznie z rozmnażaniem wegetatywnym (najszersze ujęcie),
- wytwarzanie nasion (i zarodków) na drodze płciowej – jeśli przyjmowana jest definicja pierwsza, to drugie podejście określa się jako agamospermię,
- proces wytwarzania zarodka (sporofitu) z którejś z niezapłodnionych komórek woreczka zalążkowego (gametofitu) – przy takim podejściu wyklucza się z apomiksji embrionię przybyszową, czyli tworzenie nasion z zarodkami z komórek ośrodka lub osłonek zalążka.

## Podział
Istnieje bardzo wiele sposobów klasyfikacji apomiksji.
Apomiksja może być podzielona na:
- Partenogeneza, czyli dzieworództwo – powstawanie zarodka z komórki jajowej bez zapłodnienia. Zarodek może powstawać z haploidalnej komórki jajowej (1n). Efektem jest powstanie haploidalnych sporofitów. U roślin ten typ partenogenezy jest rzadkością. Znane są pojedyncze przypadki powstawania w ten sposób haploidalnych roślin pszenicy, tytoniu, kukurydzy i kilku innych. Innym wariantem jest diplosporia, gdy w wyniku zaburzenia mejozy, komórka jajowa jest diploidalna (2n). Ten typ partenogenezy zachodzi u przywrotnika, przymiotna, sadźca, mniszka, cebuli, chmielu i innych roślin.
- Apogamia – bezpłciowe powstawanie zarodka z komórek gametofitu innych niż komórka jajowa. W tym wariancie także możliwe jest powstanie zarodka haploidalnego lub też diploidalne. Częstszym przypadkiem jest powstanie zarodków diploidalnych gdy gametofit wykształca się bez mejozy. Ten typ apomiksji nazywany jest aposporią, gdyż nie pojawia się w nim komórki zarodnika (spory).
- Możliwe jest także powstanie zarodka z komórki nie będącej gametofitem. Przylegające do woreczka zalążkowego komórki sporofitu niekiedy ulegają podziałom i przekształcają się w prawidłowo wykształcony zarodek.

Wyróżnia się apomiksję fakultatywną (dobrowolną) oraz obligatoryjną (obowiązkową).
Bohdan Rodkiewicz podzielił apomiksję według:
1. związku z zapyleniem i zapłodnieniem:
  - apomiksja indukowana – aby mogło dojść do wytworzenia zarodka, musi dojść do zapylenia i wzrostu łagiewki pyłkowej do woreczka zalążkowego (podczas tego procesu zapłodniona zostaje komórka centralna i powstaje bielmo),
  - apomiksja autonomiczna – przebiega bez zapylenia;
2. pochodzenia zarodka:
  1. apomiksja gametofityczna – zarodek tworzy się z gametofitu:
    1. partenogeneza – zarodek powstaje z niezapłodnionej komórki jajowej:
      - partenogeneza zredukowana, haploidalna – komórka jajowa ma zredukowaną liczbę chromosomów,
      - partenogeneza niezredukowana, diploidalna – komórka jajowa ma niezredukowaną liczbę chromosomów;

    2. apogamia – zarodek powstaje z komórki innej niż jajowa (zwykle z synergidy):
      - apogamia zredukowana, haploidalna – komórka ma zredukowaną liczbę chromosomów,
      - apogamia niezredukowana, diploidalna – komórka ma niezredukowaną liczbę chromosomów;

    3. androgeneza, partenogeneza męska – zarodek powstaje poprzez podziały jądra plemnika, który został wprowadzony do woreczka zalążkowego za pomocą łagiewki pyłkowej;

  2. apomiksja sporofityczna, embrionia przybyszowa – zarodek tworzy się z somatycznych komórek zalążka i rozwija w obrębie gametofitu;
3. konieczności zapylenia:
  - pseudogamia, giogeneza, gyogeneza – zapylenie jest konieczne,
  - autogamia, samozapłodnienie, autofertylizacja – zapylenie jest zbędne;
4. megasporogenezy:
  - rozwój normalnej megaspory ze zredukowaną liczbą chromosomów (po prawidłowej mejozie i megasporogenezie następuje prawidłowy rozwój gametofitu),
  - diplosporia – rozwój megaspory z niezredukowaną liczbą chromosomów (komórka macierzysta woreczka zalążkowego rozwija się z komórki archesporialnej z pominięciem mejozy lub taką jej modyfikacją, że nie dochodzi do redukcji liczby chromosomów; efektem jest taka sama lub zbliżona liczba chromosomów gametofitu i rośliny macierzystej, czyli sporofitu);
  - aposporia, bezzarodnikowość – rozwój megaspory z niezredukowanej komórki somatycznej zalążka (komórka macierzysta woreczka zalążkowego rozwija się z somatycznej komórki zalążka, a megasporocyt lub jego komórki potomne ulegają degeneracji; gametofit ma zredukowaną liczbę chromosomów).

## Rozpowszechnienie i znaczenie
Rozmnażanie apomiktyczne stwierdzono u co najmniej 300 gatunków roślin, należących do 35 rodzin. Najczęściej ma miejsce u Poaceae, Asteraceae, Rosaceae i Rutaceae. Rodziny, u których występuje apomiksja, stanowią 15% rodzin okrytozalążkowych.
Zjawisko po raz pierwszy odkryte zostało w 1841 roku w przypadku rośliny z gatunku Alchornea ilicifolia, która zawiązała nasiona bez uprzedniego zapylenia. Rzecz zaobserwował i opisał John Smith w Kew Gardens.
W przeciwieństwie do embriogenezy somatycznej zarodniki powstające w efekcie apomiksji nie różnią się od zarodników powstających w rozmnażaniu płciowym. Nie przechodzą przez stadium kalusa. Powstają z komórek gametofitu lub komórek somatycznych w jego otoczeniu. Mechanizm genetycznej regulacji apomiksji został dobrze poznany w przypadku aposporii. W przeważającej liczbie przebadanych gatunków aposporia dziedziczona jest jako jednogenowa cecha dominująca. U Tripsacum dactyloides oraz Erigeron annuus, rozmnażających się w wyniku diplosporii, cecha warunkowana jest także przez jeden gen dominujący. Poliploidalny Taraxacum officinale rozmnaża się poprzez diplosporię przy zestawie alleli Ddd lub Dddd.
Apomiksja umożliwia wytwarzanie nasion identycznych genetycznie z osobnikiem rodzicielskim, dlatego jest zjawiskiem atrakcyjnym z punktu widzenia biotechnologii. Umożliwia uzyskiwanie osobników wartościowych dla rolnictwa o stałym genotypie, w tym utrzymanie heterozji w kolejnych pokoleniach.